# Le Capital (film)
Pour les articles homonymes, voir Le Capital (homonymie).
Pour plus de détails, voir Fiche technique et Distribution.
Le Capital est un thriller financier français coproduit, coécrit et réalisé par Costa-Gavras et sorti en 2012. Il s'agit de l'adaptation cinématographique du roman du même nom écrit par Stéphane Osmont et paru en 2004.

## Synopsis
Lorsque le président de la première banque européenne Phenix est victime des premiers symptômes d'un cancer, son jeune protégé, Marc Tourneuil, est propulsé à la tête de la banque. Dirigeant peu scrupuleux et avide d'argent, il veut avant tout profiter de cette nouvelle vie mais se retrouve confronté à l'offensive d'un fonds spéculatif américain prêt à tout pour rentabiliser son investissement.

## Fiche technique
- Titre original : Le Capital
- Titre anglophone : Capital
- Réalisation : Costa-Gavras
- Scénario : Costa-Gavras, Jean-Claude Grumberg et Karim Boukercha, d'après le roman Le Capital de Stéphane Osmont
- Direction artistique : Sophie Hervieu
- Décors : Daphné Deboaisne
- Costumes : Ève-Marie Arnault
- Photographie : Éric Gautier
- Son : Thomas Desjonquères
- Montage : Yannick Kergoat et Yorgos Lamprinos
- Musique : Armand Amar
- Production : Michèle Ray-Gavras et Gaetan Rousseau
- Sociétés de production : KG Productions, The Bureau avec la participation du CNC, en association avec Cofinova 8
- Distribution : Mars Distribution (France)
- Budget : 8 000 000 euros[1]
- Pays d’origine :  France
- Langues originales : anglais et français
- Format : couleur — 35 mm — 2,35:1 — son Dolby numérique
- Genre : drame
- Durée : 114 minutes
- Dates de sortie :
  - Canada : 8 septembre 2012 (festival international du film de Toronto)
  - France : 14 novembre 2012

## Distribution
- Gad Elmaleh : Marc Tourneuil
- Gabriel Byrne : Dittmar Rigule
- Bernard Le Coq : Antoine de Suze
- Natacha Régnier : Diane Tourneuil
- Hippolyte Girardot : Raphaël Sieg
- Céline Sallette : Maud Baron
- Christophe Kourotchkine : Alfred
- Yann Sundberg : Boris Breton
- Olga Grumberg : Claude Marmande
- Liya Kebede : Nassim
- Eric Naggar : le secrétaire du président
- Vincent Nemeth : Alain Faure
- Daniel Mesguich : Jack Marmande
- Aline Stinus : la sœur de Marc
- Philippe Duclos : le détective
- Bonnafet Tarbouriech : maître Tombière
- Daniel Martin : le père de Marc
- Claire Nadeau : la mère de Marc
- Jean-Marie Frin : l'oncle de Marc
- Astrid Whettnall : Maryline Gauthier
- Bixente Lizarazu : un invité au Louvre

## Production
Le tournage a lieu à Paris (Plaza Athénée, Siège central du Crédit lyonnais, l'entrée sur le boulevard des Italiens et celle de la rue du Quatre-Septembre), à Londres, New York, Miami et Tokyo.

## Accueil

### Critique
Le film reçoit en majorité une critique négative. Pourtant 20 minutes déclare que « rendre clair et passionnant le monde de la finance n'était pas chose facile. Pari réussi pourtant pour Gavras et son coscénariste Jean-Claude Grumberg ». Le Monde indique qu’« entamé sur le ton de la moquerie aigre […], le film tourne bientôt au thriller sophistiqué, soucieux de décrire le moindre détail des manœuvres financières et politiques qui portent l'antihéros au pouvoir ». TéléCinéObs aime et dit que « comme Z, L'Aveu ou Missing, le film est né de la réalité, et Costa s'amuse à reprendre le titre de Marx : Le Capital est, ici, une fable effrayante ». Metro obtient des avis partagés, la critique favorable déclare que « Costa-Gravas installe un climat et une tension assez délétères pour faire de cette ascension foudroyante un bon moment de cinéma », et la critique défavorable réplique que « la déception est malheureusement à la hauteur de l'attente ». 
Les critiques majoritairement contre, comme Les Inrockuptibles, disent que « si cette adaptation du Capital de Stéphane Osmont vaut pour sa description réaliste des milieux financiers, sa charge politique est tellement lourde qu'elle fait rapidement plouf ». Première indique que « tel un ragoût, Le Capital mélange des ingrédients variés pour remettre au goût du jour la vieille recette de l'indignation vertueuse ». Studio Ciné Live ajoute qu'il est « difficile de ne pas cacher sa déception face à ce scénario si tortueux, où les digressions invraisemblables perdent le spectateur ». Télé 7 Jours ajoute également « Que Costa-Gavras, icône du cinéma militant, mette dans sa ligne de mire la finance était alléchant. Hélas, il se contente d'un constat pessimiste rebattu ». 
Le Parisien dit que « Le Capital a les ingrédients d'un bon petit thriller du dimanche soir […] il se laisse regarder mais manque d'un vrai suspense ». Télérama déclare : « du rire et malaise : il y avait déjà ça dans Le Couperet, autre pamphlet social, autrement plus réussi. » Transfuge pense que « louable combat s'il en est, mais les bonnes intentions épicées de colère militante se diluent ici dans un sous-Wall Street qui se rêve en tragédie shakespearienne. »
Éric Libiot, chroniqueur hebdomadaire de L'Express, semble détester à tel point qu'il annonce que « c'est une critique ridicule du monde de la finance. Costa-Gavras enfonce des portes ouvertes et Gad Elmaleh ne sait pas sur quel pied danser. C'est Oui-Oui et le billet vert. Il serait dommage que Costa-Gavras terminât sa carrière dans la Bibliothèque rose. »

### Box-office
Le Capital, lors de sa première journée d'exploitation à Paris, le 14 novembre 2012, a attiré 1 526 spectateurs soit environ 19 % du public parisien. Il s'est classé 2e derrière Twilight, chapitre IV : Révélation qui faisait 3 610 entrées. En première semaine en France du 14 au 20 novembre 2012, il réalise 202 565 entrées, se classant quatrième du Box-office. En deuxième semaine, le film attire 101 454 spectateurs avec au total 304 019 entrées, il est 9e au Box-office. En troisième semaine, du 28 novembre au 4 décembre, il attire 38 750 spectateurs et totalise 342 769 entrées.

## Nomination
- Festival international du film des Hamptons 2013